# Les Pommerats
Pour les articles homonymes, voir Pommerat.
Les Pommerats (ancien nom allemand : Apfelbrunn) est une localité et une ancienne commune suisse du canton du Jura, dans le district des Franches-Montagnes. 
Comme Goumois, elle a fusionné avec Saignelégier le 1er janvier 2009. Son ancien numéro OFS est le 6756.

Église Saints-Pierre-et-Paul
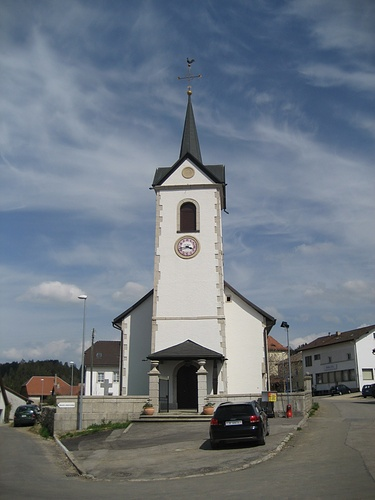
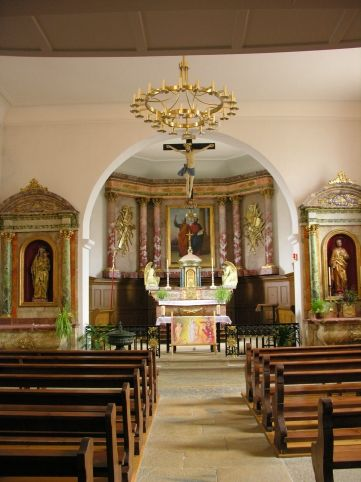
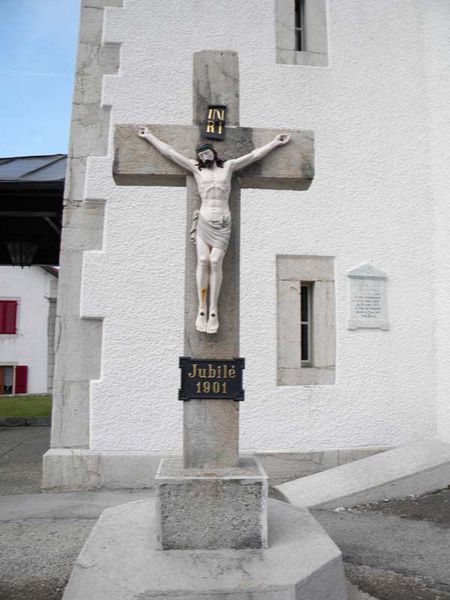